# Victoria Ravva
Victoria Ravva est une joueuse de volley-ball d'origine géorgienne née le 31 octobre 1975 à Tbilissi, Géorgie (ex-URSS). Elle fait ses débuts au volley en 1980, à douze ans elle joue le championnat d'URSS senior avec un club de Tbilissi et deux ans plus tard alors qu'elle est déjà professionnelle elle part pour le BZBK Bakou. En 1994, elle dispute le Championnat du monde avec l'Azerbaïdjan où elle finira 9ème. Ravva mesure 1,89 m. Naturalisée française en 2002 (le 3 juin), Ravva a joué en équipe de France entre 2004 et 2007 au poste de centrale. Sa première sélection a lieu le 11 juin 2004 à Lyon contre l'Autriche (victoire 3-0). Elle met un terme à sa carrière en 2015. Elle est considérée comme l'une des meilleures joueuses d'Europe à son poste.

## Clubs
| Club             | Pays                          | De        | À         |
| ---------------- | ----------------------------- | --------- | --------- |
| BZBK Bakou       | Union soviétique/ Azerbaïdjan | 1989-1990 | 1992-1993 |
| Ankara Vakifbank | Turquie                       | 1993-1994 | 1994-1995 |
| RC Cannes        | France                        | 1995-1996 | 2014-2015 |

## Palmarès
- Ligue des champions (2)
  - Vainqueur : 2002, 2003
  - Finaliste : 2006, 2012

- Championnat de France (19)
  - Vainqueur : 1996, 1998, 1999, 2000, 2001, 2002, 2003, 2004, 2005, 2006, 2007, 2008, 2009, 2010, 2011, 2012, 2013, 2014, 2015
  - Finaliste : 1997

- Coupe de France (18)
  - Vainqueur : 1996, 1997, 1998, 1999, 2000, 2001, 2003, 2004, 2005, 2006, 2007, 2008, 2009, 2010, 2011, 2012, 2013, 2014
  - Finaliste : 2002

- Coupe de Turquie (1)
  - Vainqueur : 1995

- Sacrée meilleure joueuse du Final Four de la Ligue des champions 2002, 2003 et 2006
- Sacrée meilleure attaquante de la Ligue des champions 2003/2004
- Sacrée meilleure marqueuse du Final Four de la Ligue des champions 2005

## Œuvres
En février 2007, Victoria Ravva publie un livre intitulé Moment « volley ». Dans cet ouvrage, elle revient sur sa carrière de joueuse mais aussi sur sa vie privée, notamment avec Alexandre Jioshvili, son mari également volleyeur professionnel à Nice, et sur l'interruption de sa carrière pour donner naissance à des jumelles — Nina et Kallista — en octobre 2006.

## Personnalité cannoise

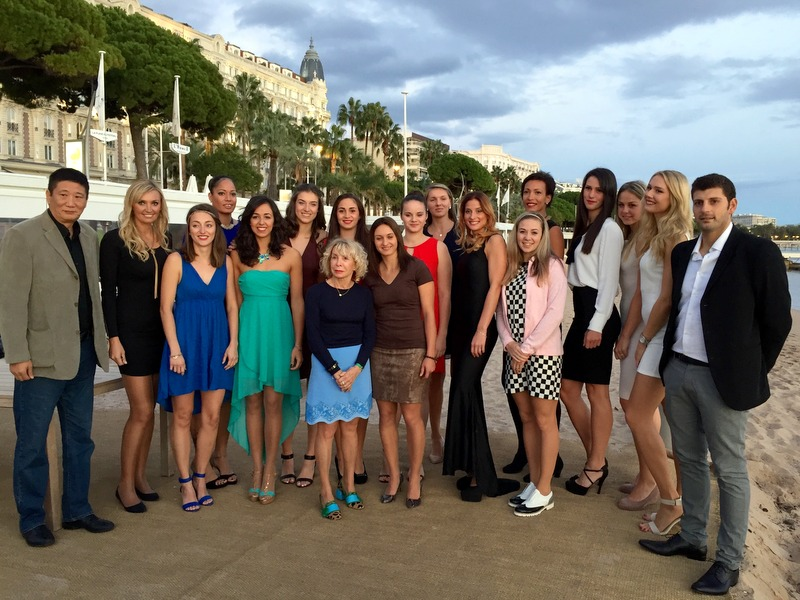
L'équipe du Racing Club de Cannes pour la saison 2015-2016 de gauche à droite :Yan Fang (Entraîneur) Victoria Ravva (Coach), Alice Chapelier (Kinésithérapeute), Rachel Sanchez-Perez, Letizia Camera, Lucile Gicquel, Anny Courtade (Présidente), Marika Bianchini, Deborah Ortschitt, Margaux Bouzinac, Nadia Kodola, Sanja Bursac, Myriam Kloster, Viktoria Delros, Sara Hutinsky, Gergana Dimitrova, Alexandra Lazic, Mathieu Buravant (Entraîneur adjoint).

Le 27 avril 2008, le soir de sa nouvelle victoire dans le championnat de France au sein du Racing Club de Cannes, Victoria Ravva, Karine Salinas et Yan Fang inaugurent leur nouveau restaurant "le Heater" (anciennement « Soleado ») dans la rue Jean-Daumas à Cannes. Un nom qui signifie "smash" en argot anglais et qui aurait été choisi par la capitaine du RC Cannes.
En mai 2010, elle fait la couverture du Point, sous le titre : « Ils font bouger Cannes », décrivant de nombreuses personnalités cannoises. Outre son palmarès impressionnant, l'article revient sur son enfance dans sa Géorgie natale.
En mai 2015, elle arrête sa carrière sportive et entre comme stagiaire en management marketing au Racing Club de Cannes. Le 9 mai, pour son dernier match au sein du club, après y avoir passé vingt saisons, Victoria Ravva termine brillamment en gagnant le championnat de France et part donc sur un 19e titre de champion de France avec le RC Cannes, qui s'ajoute à ses 18 Coupes de France et deux Ligues des champions (2002, 2003).

## Distinctions
En décembre 2015, Victoria Ravva fait partie des 21 candidats de personnalités azuréennes ayant marqué l'année qui s'achève.
Le 10 décembre 2016, Victoria Ravva dévoile une plaque en son honneur accrochée dans l'entrée principale du palais des Victoires, en présence de ses parents, son époux Alexandre Jioshvili, de ses deux filles, d'Anny Courtade, ancienne président du RC Cannes, de son entraîneur fétiche Yan Fang, du maire de Cannes, David Lisnard, du député Bernard Brochand.